# مرصد الجاليات المسلمة في العالم
مرصد الجاليات المسلمة في العالم أنشئ في عام 2016، ويتبع دار الإفتاء المصرية 

## النشأة والمهام
أعلنت الأمانة العامة لدور وهيئات الإفتاء في العالم عن انطلاق «مرصد الجاليات المسلمة في العالم» باعتباره أولى خطوات تفعيل توصيات المؤتمر الذي عقدته الأمانة العامة بالقاهرة بعنوان «التكوين العلمي والتأهيل الإفتائي لأئمة المساجد للأقليات المسلمة» والذي عقد تحت رعاية الرئيس عبد الفتاح السيسي وبحضور وفود من 80 دولة، حيث يمثل المرصد الأداة البحثية والرصدية الخادمة لقضايا الإسلام والمسلمين بالخارج، وتقديم الدعم بأشكاله المختلفة ومد يد العون لهم، ومساعدة صناع القرار في الأمانة العامة لدور وهيئات الإفتاء في العالم على اتخاذ المواقف وبناء السياسات والبرامج التي تحقق صالح تلك الجاليات وتدفع في اتجاه حل مشكلاتهم والتغلب على المعوقات التي تواجههم.

## الهدف
المرصد يسعى نحو بناء خريطة كلية للجاليات المسلمة في الخارج وأماكن توزعها، وشبكة علاقاتها وطبيعة أوضاعها، ومجموعة القضايا والموضوعات التي تدخل في دائرة اهتمام كل جالية، ومن ثم التعاطي الإيجابي والفعال مع أوضاعهم، والدفع نحو أُطرٍ تحقق للجالية الحفاظ على حقوقها الأساسية وتضمن حرياتها الدينية وفعاليتها المجتمعية. ودائرة اهتمام المرصد ومجاله البحثي ومتابعته تتسع باتساع رقعة الجاليات المسلمة وانتشارها، فتدخل فيها كافة الدول والمجتمعات التي يعيش فيها جاليات وأقليات مسلمة، خاصة مناطق الصراع والبؤر الملتهبة والتي تشهد أحداثًا هامة تمس هذه الجاليات المسلمة وتؤثر فيها بشكل مباشر.

## أقسام المرصد
المرصد يحتوي على ثلاثة أقسام رئيسية:
- أولها قسم الرصد والمتابعة، وهو المعني بمتابعة كافة الملفات والقضايا ذات الصلة بأوضاع الجاليات المسلمة بالخارج.
- ثانيها قسم البحوث، وهو المعني بدراسة المعطيات والمدخلات والقضايا المختلفة، وتقديم التوصيات والمقترحات للتعامل مع الملفات المختلفة بشكل علمي ودقيق.
- ثالثها قسم التنسيق والتواصل الخارجي، والذي يُعنى بالتواصل الخارجي وبناء شبكة من العلاقات، وإعداد خريطة للجاليات وتقسيماتها وقضاياها المتنوعة والملحة

## آليات العمل بالمرصد
آليات العمل داخل المرصد تتضمن متابعة وتحليل كافة المواد المقروءة والمسموعة والمرئية التي تبث مواد خاصة بأوضاع الأقليات والجاليات الإسلامية في الخارج، سواء على شبكة الإنترنت أو البرامج التليفزيونية والفضائية المتنوعة، إضافة إلى الصحف والمجلات المحلية والعالمية ذات الانتشار الواسع والتأثير الكبير، حيث يتم رصد تلك المواد وتقسيمها موضوعيًّا تمهيدًا لإعداد التقارير اللازمة عن تلك الموضوعات والقضايا المرصودة ورفعها للمهتمين بالشأن الديني في الداخل والخارج

## قضايا اهتم بها المرصد
- مرصد «الجاليات المسلمة في العالم» يشيد بمبادرة «الباب المفتوح» بأحد مساجد كندا[11]
- مرصد الجاليات المسلمة يرحب بصدور دليل إعلامي في ألمانيا[12]

## وصلات خارجية
- الموقع الرسمي